# 바인 퍼
바인 퍼(베트남어: bánh phở)는 퍼를 만들 때 쓰는 쌀국수이다.

## 이름
베트남어 "바인 퍼(bún)"는 "퍼 국수"라는 뜻이다.

## 사진

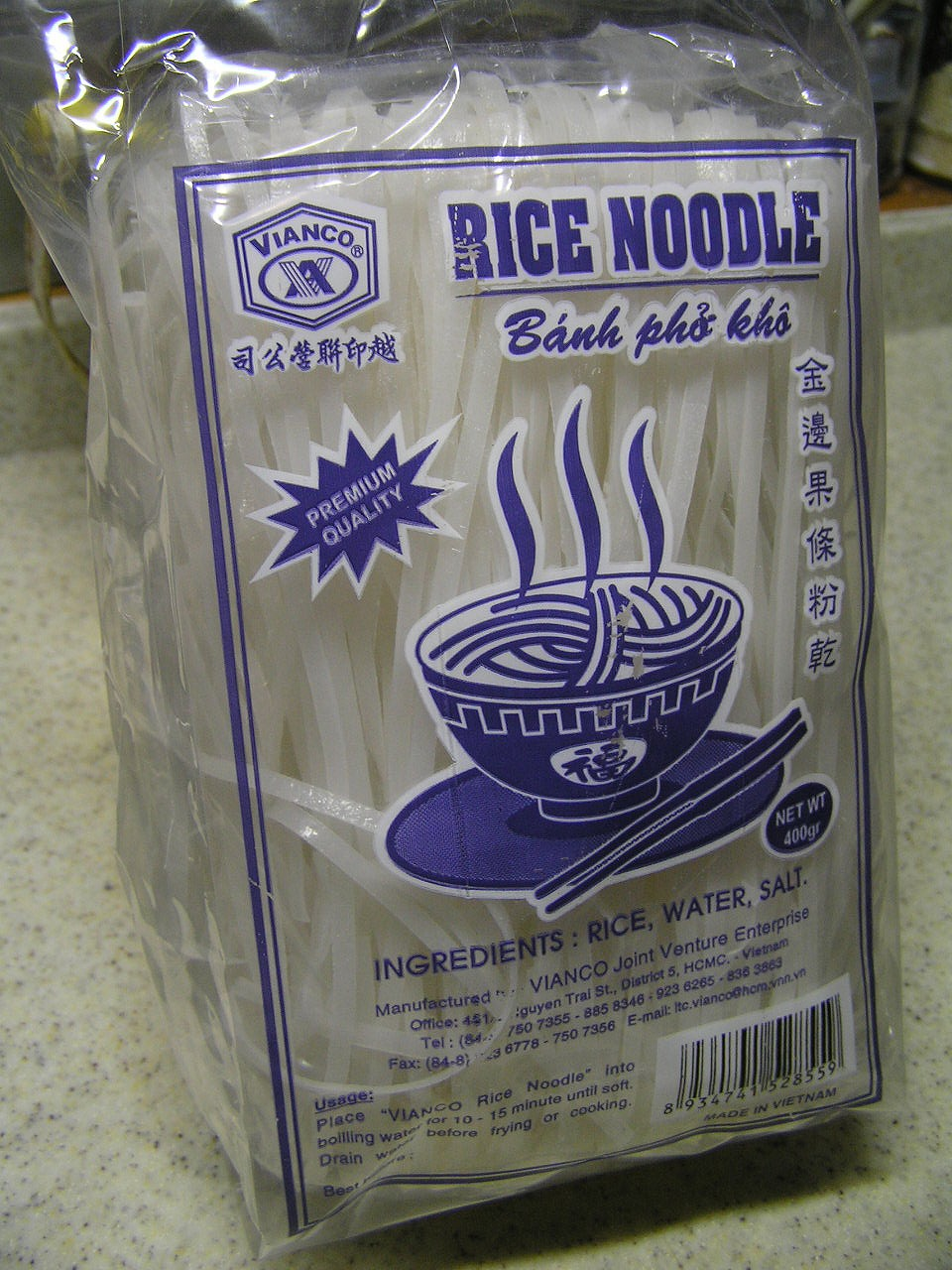
바인 퍼
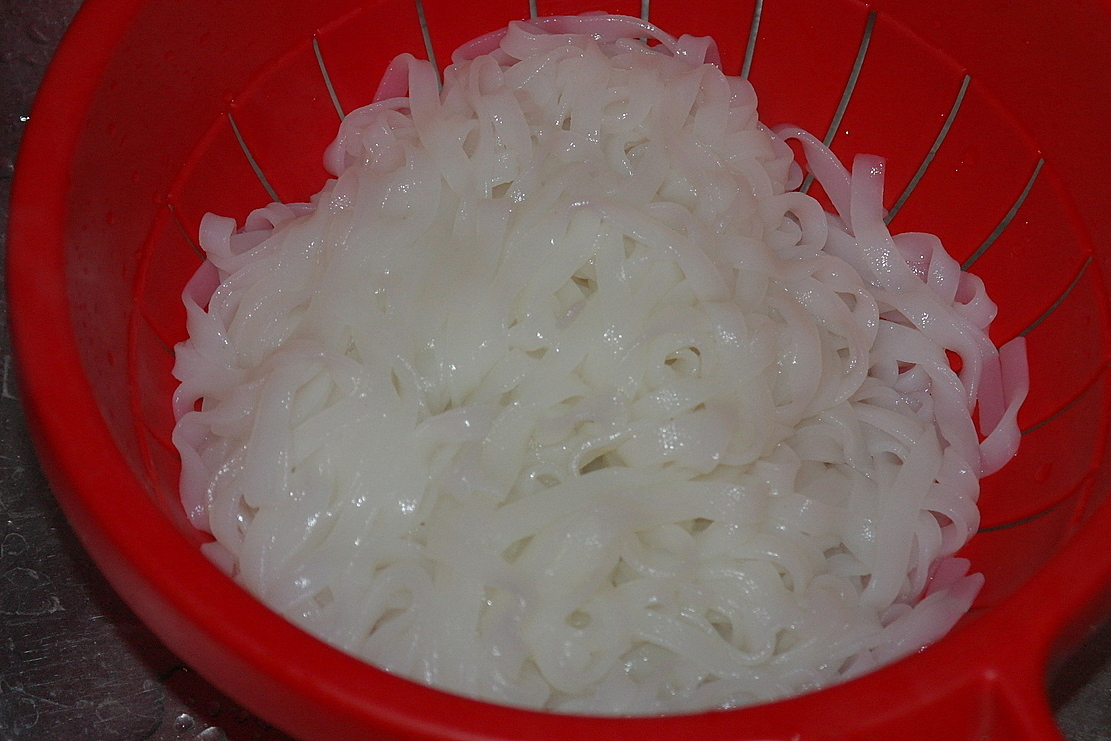
삶은 바인 퍼

## 같이 보기
- 호판
- 꾸에띠아우